# Toulouški grofje
Grof Toulouški je bil vladar Toulousa med 8. in 13. stoletjem. Kot vazali frankovskih kraljev so  dedni grofje vladali mestu Toulouse in njegovi okoliški grofiji od konca 9. stoletja do leta 1270. Grofje in drugi družinski člani so bili v različnih obdobjih tudi grofje Quercyja, Rouergueja, Albija in Nîmesa in včasih mejni grofje (vojaški branitelji Svetega rimskega cesarstva) Septimanije in Provanse. 
Grof Rajmond IV. je ustanovil križarsko državo Tripoli, tam so bili tudi njegovi potomci . 
Vrhunec moči so dosegli v 11. in 12. stoletju. Po albižanski križarski vojni leta 1229 je grofija padla pod Francosko kraljestvo, de facto pa leta 1271.
Kasneje je naslov oživel Ludvik Aleksander Toulouški, nezakonski sin Ludvika XIV. (1678–1737).

## Zgodovina

### Obdobje Karolingov
Torson (včasih Chorso ali Choson), ki je vladal v Toulousu kot prvi grof, je bil učitelj mladega Ludvika Pobožnega. Leta 788 so Baski pod Adalrikom Gaskonjskim grofa Torsona ujeli, ki je nato prisegel zvestobo gaskonjskemu vojvodi, Lupusu II. Po izpustitvi ga je Karel Veliki na Svetu v Wormsu (790) zamenjal s svojim frankovskim bratrancem Viljemom Gellonejem. Viljem je po svoje uspešno pokoril Gaskonjce.
Toulouse je v 9. stoletju, skupaj z ostalo zahodno Evropo, trpel. Leta 844 ga je oblegal Karel Plešasti, štiri leta pozneje pa so ga zavzeli Normani, ki so pripluli po Garoni. Okoli leta 852 je Rajmond I., grof Quercyja, nasledil brata Fredela kot grof Rouerguea in Toulousa. Vsi poznejši grofje v Toulousu svoje poreklo dokumentirajo iz Rajmonda. Njegovi vnuki so si razdelili posestva svojih staršev; od teh je Rajmond II. postal grof Toulouški, Ermengol pa grof Rouergueja; dedni naslovi Septimanije, Quercyja in Albija so se delili med njimi.
Vnuk Rajmonda II., Viljem III., se je poročil z Emo iz Provanse in del tega gospostva izročil svojemu mlajšemu sinu Bertrandu I. Forcalquierskem .
Viljemov starejši sin Pons je zapustil dva otroka, od katerih je eden, Viljem IV., nasledil očeta v Toulousu, Albiju in Quercyju, medtem ko je mlajši, Rajmond IV. vladal ogromni posesti grofov Rouergue.

### Visoki srednji vek
Od tega obdobja so bili grofje Toulouški mogočni gospodarji v južni Franciji. Rajmond IV. je prevzel formalne naslove markiza Provanse, vojvode Narbonna in grofa Toulouškega. Nato je grof odšel na prvi križarski pohod. Po osvojitvi Jeruzalema je oblegal mesto Tripoli v Levantu. Rajmond je umrl, preden so mesto leta 1109 zasedli, vendar velja za prvega grofa Tripolija. Njegov sin Bertrand je nato prevzel naslov. On in njegovi nasledniki so vladali križarski državi do leta 1187 (ko je Jeruzalemsko kraljestvo premagal Saladin) .
Medtem ko je bil Rajmond odsoten v Sveti deželi, je vladavino v Toulousu pridobil vojvoda Viljem IX. Akvitanski, ki je oblast pridobil s pravico poroke s Filipo, hčerko Viljema IV.. Vendar je ni mogel dolgo zadržati. Rajmondov sin in naslednik, Bertrand, je leta 1109 sledil očetu do Svete dežele. Zato so ob Rajmondovi smrti velike družinske posesti Toulouse odšla k Bertrandovemu bratu Alfonsu Jordanu. Njegovo vladavino pa je zmotila ambicija Viljema IX. in njegove vnukinje Eleanore Akvitanske, ki je svojega moža Ludvika VII. Francoskega pozvala, naj z vojno podpre njene zahteve po Toulousu. Po ločitvi od Ludvika in njenem kasnejšem zakonu s Henrikom II. Angleškim je Eleanora svoje zahteve postavila preko Henrika, ki je nazadnje leta 1173 prisilil Rajmonda V., da mu pokloni Toulouse.
Leta 1194 je Rajmond V., zavetnik trubadurjev, umrl, nasledil pa ga je sin Rajmond VI. Po atentatu leta 1208 na papeškega legata Pierra de Castelnaua je bil Rajmond ekskomuniciran, grofija Toulouse pa postavljena pod interdikt papeža Inocenca III.. Rajmond je bil željan popustiti papežu in bil pomiloščen. Toda po drugi ekskomunikaciji je Rajmondovo posest v Languedocu opustošila albižanska križarska vojna, ki jo je vodil Simon de Montfort. Rajmondove sile so bile leta 1213 poražene, izgubil je fevd in bil izgnan v Anglijo. Montfort je dokončno zasedel Toulouse leta 1215.
Rajmond VII. je nasledil očeta leta 1222. Pustil je edino hčer Joan, ki se je poročila z Alfonzom, sinom Ludvika VIII. Francoskega in bratom Ludvika IX. Leta 1271 sta Alfonz in Joan umrla in ogromno imetje grofov Toulouških je pripadlo kroni.

### V Francoskem kraljestvu
Leta 1271 je Toulouse po Meauxški pogodbi iz leta 1229 prešel na Francosko krono. Francoski kralj Filip in nečak Alfonz je od 1271–1285 nosil naslov grofa Toulouškega, toda omenitev naslova je po njegovi smrti opuščena.
Šele leta 1681 je Ludvik XIV. oživil Toulouse kot kraljevsko darilo svojemu nezakonskemu sinu Ludviku-Aleksandru, s Françoise-Athénaïs, markizo Montespan.